# Distretto di Changara
Il distretto di Changara è un distretto del Mozambico, facente parte della Provincia di Tete.

## Suddivisioni amministrative
Il distretto è suddiviso in tre sottodistretti amministrativi (posti amministrativi):
- Luenha
- Chioco
- Mavara